# Katafalk

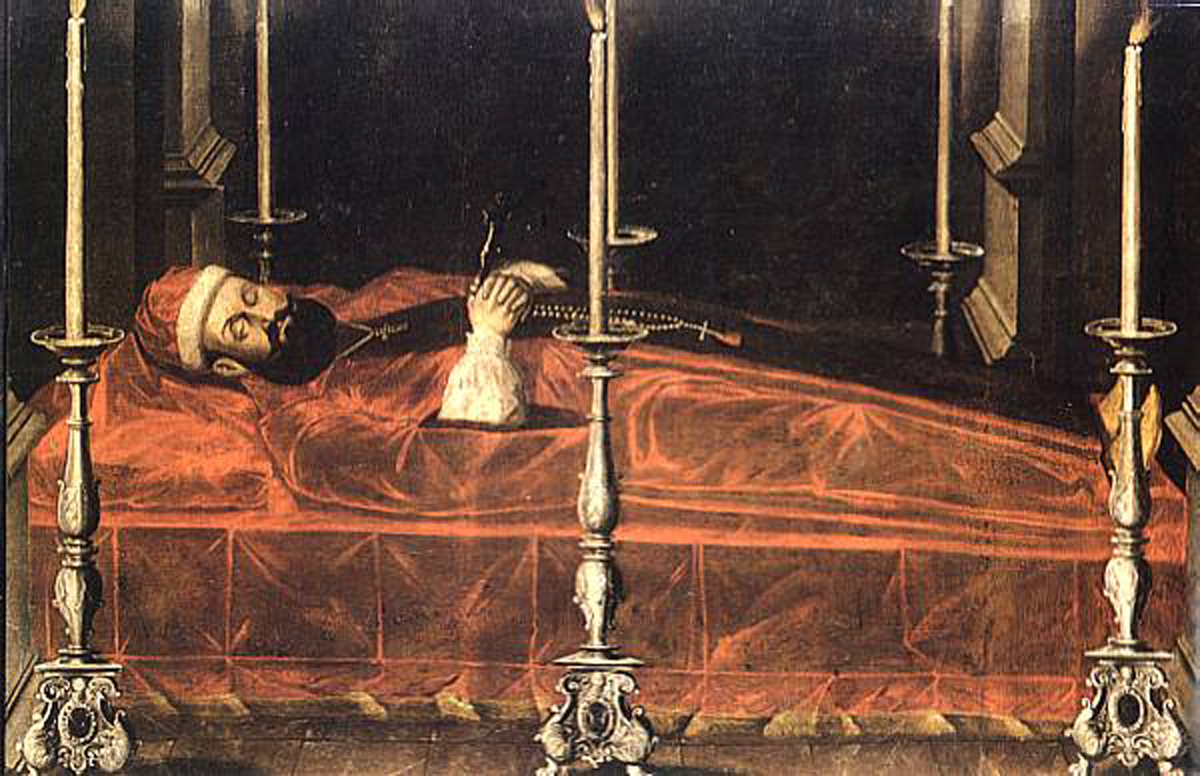
Krzysztof Opaliński na katafalku

Katafalk (wł. catafalco) – podwyższenie, na którym stawia się trumnę ze zwłokami podczas uroczystości pogrzebowych.
Katafalk jest prostą konstrukcją, najczęściej drewnianą, pomalowaną na czarno, obitą kirem lub przykrytą całunem, niezdobioną. Dekoracje stawiane przy nim podczas żałobnych ceremonii, głównie podczas uroczystych pogrzebów, noszą nazwę castrum doloris. 
Ustawiany jest w nawie przed prezbiterium lub w kaplicy pogrzebowej.

## Historia
Na przestrzeni lat katafalki miały różną formę.
Najstarszy katafalk miał formę stołeczka lub jednostopniowego podium (gradus). Bardziej rozbudowane miały trzy lub więcej stopni. Istniały też katafalki przypominające piramidy, otoczone z czterech stron kolumnami lub obeliskami.

W języku staropolskim używano terminu mary. W XVI wieku funkcjonowało także określenie majestat. 